# Kadata (Saé Saboua)
Kadata ist ein Dorf in der Landgemeinde Saé Saboua in Niger.

## Geographie

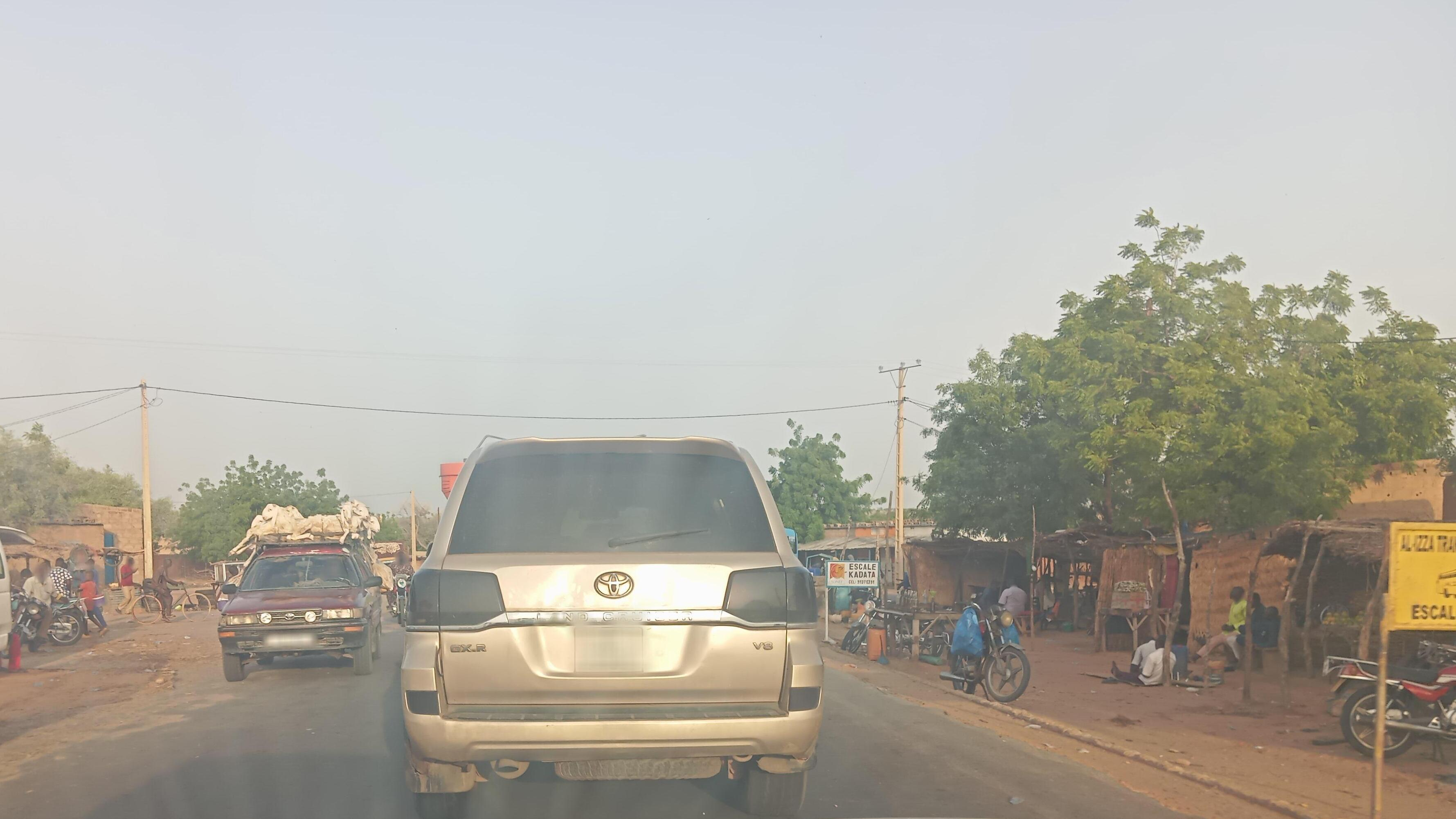
Straßenszene in Kadata (2024)

Das von einem traditionellen Ortsvorsteher (chef traditionnel) geleitete Dorf befindet sich rund 32 Kilometer westlich des Hauptorts Saé Saboua der gleichnamigen Landgemeinde, die zum Departement Guidan Roumdji in der Region Maradi gehört. Zu den Siedlungen in der näheren Umgebung von Kadata zählen Janjouna Dan Tani im Nordwesten, Zaourami im Nordosten, Yondoto Almou im Osten, die Regionalhauptstadt Maradi im Südosten und Tibiri im Süden.
Kadata ist Teil der Übergangszone zwischen Sahel und Sudan. Die durchschnittliche jährliche Niederschlagsmenge beträgt hier zwischen 400 und 500 mm.

## Bevölkerung
Bei der Volkszählung 2012 hatte Kadata 1393 Einwohner, die in 166 Haushalten lebten. Bei der Volkszählung 2001 betrug die Einwohnerzahl 914 in 104 Haushalten.
Die Bevölkerungsdichte in diesem Gebiet ist für nigrische Verhältnisse hoch.

## Wirtschaft und Infrastruktur

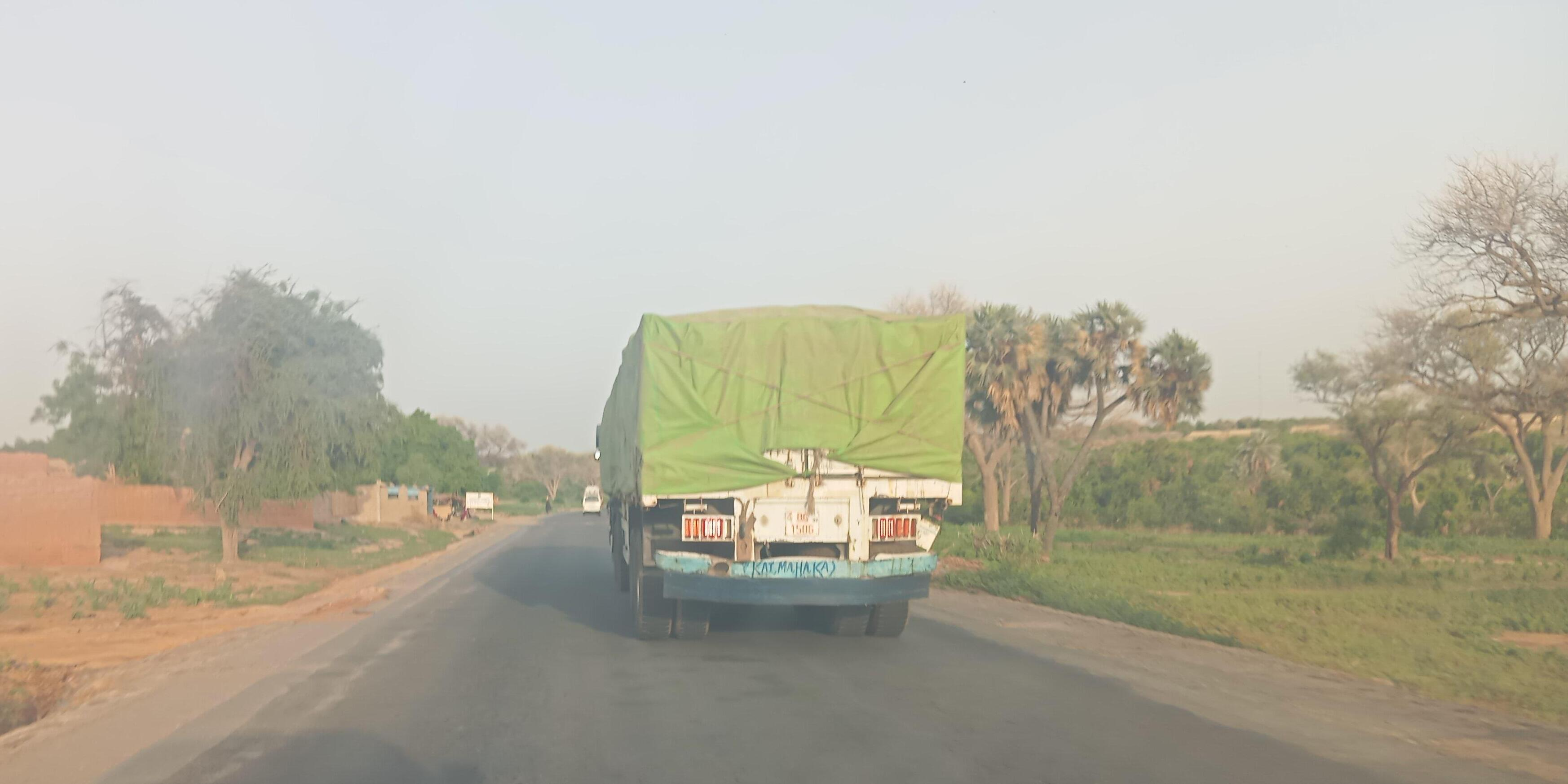
Nationalstraße 1 in Kadata (2024)

Das Gebiet der Ebenen im südlichen Teil der Region Maradi, in dem Kadata liegt, ist von einer anhaltenden Degradation der ackerbaulichen Flächen gekennzeichnet, die mit der hohen Bevölkerungsdichte in Zusammenhang steht. Es gibt eine Schule im Dorf. Bei Kadata verläuft die asphaltierte Nationalstraße 1, die längste Fernstraße Nigers. Hier zweigt die 231,5 Kilometer lange Nationalstraße 30 nach Abalak ab.